# Silvialite
La silvialite est une espèce minérale du groupe des silicates sous-groupe des tectosilicates de formule Ca4Al6Si6O24SO4, sans eau, zéolitique.

## Inventeur et étymologie
Décrite en 1914 par le minéralogiste Gustav Tschermak, il l'a dédiée à sa fille Silvia Hillebrand.